# Eduardo Villegas
Eduardo Andrés Villegas (Cochabamba, 29 maart 1964) is een voormalig Boliviaans voetballer, die speelde als verdediger. Hij beëindigde zijn actieve loopbaan in 1999 bij de Boliviaanse club Club Independiente Petrolero en stapte vervolgens het trainersvak in. Hij won met drie verschillende clubs de Boliviaanse landstitel en was in 2009-2010 korte tijd bondscoach van Bolivia als opvolger van Erwin Sánchez.

## Clubcarrière
Villegas begon zijn professionele loopbaan in 1983 bij Club Petrolero en kwam daarnaast uit voor de Boliviaanse topclubs Club Bolívar, The Strongest, Club Jorge Wilstermann, Club Blooming en Club San José.

## Interlandcarrière
Villegas speelde in totaal vijftien interlands voor Bolivia in de periode 1985-1989. Onder leiding van bondscoach Carlos Rodríguez maakte hij zijn debuut op 6 februari 1985 in de vriendschappelijke wedstrijd tegen Uruguay (0-1), net als middenvelder Mario Pinedo en verdediger Miguel Ángel Noro. Villegas nam met Bolivia tweemaal deel aan de strijd om de Copa América: 1987 en 1989.
| Interlands van Eduardo Villegas voor Bolivia | Interlands van Eduardo Villegas voor Bolivia | Interlands van Eduardo Villegas voor Bolivia | Interlands van Eduardo Villegas voor Bolivia | Interlands van Eduardo Villegas voor Bolivia | Interlands van Eduardo Villegas voor Bolivia |
| №                                            | Datum                                        | Wedstrijd                                    | Uitslag                                      | Competitie                                   | Goals                                        |
| -------------------------------------------- | -------------------------------------------- | -------------------------------------------- | -------------------------------------------- | -------------------------------------------- | -------------------------------------------- |
| 1                                            | 06.02.1985                                   | Bolivia – Uruguay                            | 0–1                                          | Oefeninterland                               |                                              |
| 2                                            | 17.02.1985                                   | Peru – Bolivia                               | 3–0                                          | Oefeninterland                               |                                              |
| 3                                            | 21.02.1985                                   | Ecuador – Bolivia                            | 3–0                                          | Oefeninterland                               |                                              |
| 4                                            | 24.02.1985                                   | Venezuela – Bolivia                          | 5–0                                          | Oefeninterland                               |                                              |
| 5                                            | 22.04.1985                                   | Bolivia – Venezuela                          | 4–1                                          | Oefeninterland                               |                                              |
| 6                                            | 23.06.1987                                   | Uruguay – Bolivia                            | 2–1                                          | Oefeninterland                               |                                              |
| 7                                            | 28.06.1987                                   | Paraguay – Bolivia                           | 0–0                                          | Copa América                                 |                                              |
| 8                                            | 01.07.1987                                   | Colombia – Bolivia                           | 2–0                                          | Copa América                                 |                                              |
| 9                                            | 08.06.1989                                   | Bolivia – Uruguay                            | 0–0                                          | Oefeninterland                               |                                              |
| 10                                           | 14.06.1989                                   | Uruguay – Bolivia                            | 1–0                                          | Oefeninterland                               |                                              |
| 11                                           | 27.06.1989                                   | Chili – Bolivia                              | 2–1                                          | Oefeninterland                               |                                              |
| 12                                           | 04.07.1989                                   | Uruguay – Bolivia                            | 3–0                                          | Copa América                                 |                                              |
| 13                                           | 06.07.1989                                   | Ecuador – Bolivia                            | 0–0                                          | Copa América                                 |                                              |
| 14                                           | 08.07.1989                                   | Bolivia – Chili                              | 0–5                                          | Copa América                                 |                                              |
| 15                                           | 17.09.1989                                   | Uruguay – Bolivia                            | 2–0                                          | WK-kwalificatie                              |                                              |

## Erelijst

### Als speler
The Strongest
- Liga de Fútbol

1986, 1989
 Club Bolívar
- Liga de Fútbol

1994
 Club San José
- Liga de Fútbol

1995

### Als trainer
Universitario de Sucre
- Liga de Fútbol

2008 [A]
 Club Jorge Wilstermann
- Liga de Fútbol

2010 [A]
 The Strongest
- Liga de Fútbol

2012 [A], 2013 [A]